# Władysław Boberski
Władysław Boberski (ur. 23 lutego 1846 w Piszczatyńcach, zm. 25 listopada 1891 w Tarnopolu) – polski botanik, lichenolog, nauczyciel szkół średnich.

## Prace
Autor wielu prac (botaniczne dotyczą porostów, m.in. Tatr, Pienin i Babiej Góry).
- Przyczynek do lichenologicznej flory Galicyi ze szczególnem uwzględnieniem galicyjskiego Podola (1885)
- Drugi przyczynek do flory lichenologicznej w Galicyi (1885)
- Systematische Übersicht der Flechten Galiziens (1886)
- Czwarty przyczynek do lichenologii Galicyi (1892)
- Poglądy na powstawanie gór i lądów (1882)
- Główne zasady praktycznego kształcenia kandydatów w seminarium nauczycielskim, (Złoczów 1899[1]).